# Gallimimus
Gallimimus var en Ornithomimid dinosaur fra den sene kridttid.
Gallimimus havde stærke ben, der tyder på de kunne løbe relativt hurtigt for en dinosaur. De første fossiler af denne dinosaurus blev opdaget i 1970'erne i Gobi-ørkenen. I 1972, blev den navngivet af palæontologen, Rinchen Barsbold.